# Carlos Montes Cisternas
Carlos Eduardo Montes Cisternas (Santiago, 11 de mayo de 1946) es un economista y político chileno, miembro del Partido Socialista (PS). Desde el 11 de marzo de 2022, se desempeña como ministro de Vivienda y Urbanismo de su país en la administración del presidente Gabriel Boric.
Fue electo diputado por el distrito 26, comuna de La Florida, durante seis periodos consecutivos (1990-2014) y senador de la República en representación de la VIII Circunscripción electoral, Santiago Oriente, durante un periodo (2014-2022).
Ejerció como presidente de la Cámara de Diputados (1999-2000) y como presidente del Senado (11 de marzo de 2018-12 de marzo de 2019). Formó parte del grupo fundador del Movimiento de Acción Popular Unitaria (MAPU) y del Partido por la Democracia (PPD).

## Biografía

### Familia
Nació el 11 de mayo de 1946, en la comuna de La Florida, Santiago; hijo se Carlos José Montes Ureta y María Elena Cisternas Larenas. Su padre, de militancia demócrata cristiana, era hijo del militante conservador Eduardo Montes y García Huidobro y de Teresa Ureta Echazarreta, esta última era a la vez hermana del abogado y político conservador Arturo Ureta Echazarreta, quien fuera ministro de Estado del presidente radical Juan Esteban Montero en 1931, y posteriormente senador.
Está casado con Gloria Josefina Cruz Domínguez, a quien conoció en Tubul (una localidad pesquera de la comuna de Arauco), mientras realizaba trabajos de verano. Con su cónyuge es padre de tres hijos; Andrés (abogado), Juanita (psicóloga) y Javiera (geógrafa, ya fallecida). Esta última fue subsecretaria de Estado durante la segunda administración de la presidenta Michelle Bachelet.

### Estudios y vida laboral
Realizó sus estudios primarios y secundarios en el Saint George's College de la comuna de Vitacura, egresando en 1964. Luego continuó los superiores ingresando a estudiar economía en la Pontificia Universidad Católica (PUC). Durante su exilio en México, cursó estudios de economía.
Entre 1981 y 1985, dictó la cátedra de economía en distintas universidades de ese país. Más tarde, fue nombrado director del Centro de Estudios Regionales de la Benemérita Universidad Autónoma de Puebla.
Una vez en Chile, entre 1987 y 1990, se desempeñó como director del Centro de Estudios Municipales Cordillera.

## Trayectoria política

### Inicios
Inició su trayectoria política como dirigente vecinal a los quince años. Posteriormente, en sus años universitarios fue dirigente de la Federación de Estudiantes (FEUC) y representante estudiantil en el Consejo Superior de la PUC.
En 1969, formó parte del grupo de fundadores del Movimiento de Acción Popular Unitaria (MAPU), que surgió como escisión del Partido Demócrata Cristiano (PDC). Fue dirigente de dicho conglomerado hasta 1989, luego de su fusión e incorporación al Partido Socialista de Chile (PS).
Tras el golpe militar de 1973, dirigió el MAPU desde la clandestinidad hasta su detención en diciembre de 1980. Permaneció un mes en poder de la Central Nacional de Informaciones (CNI); en dicho período sufrió interrogatorios y torturas, entre las que se cuentan golpizas y aplicación de corriente eléctrica, hasta ser encarcelado en la Cárcel Pública de Santiago. En octubre de 1981, partió al exilio junto a su familia a México.
En 1985, regresó del exilio, iniciando, junto a un equipo, un trabajo de democratización de las Juntas de Vecinos. Para el plebiscito nacional de 1988, fue encargado de la campaña del «NO» en la Región Metropolitana. En 1988 además, formó parte del grupo fundador del Partido por la Democracia (PPD) e integró la 1.º Comisión Política hasta junio de 1992, fecha en la que puso término a su doble militancia. En el Partido Socialista, asumió como miembro del Comité Central (1990).
En octubre del año 2000, fue designado por el presidente Ricardo Lagos, como integrante de la Comisión Asesora Presidencial para el Bicentenario de Chile.

### Diputado (1990-2014)
Fue elegido diputado seis veces consecutivas por el Distrito 26 de La Florida, desde 1990 hasta 2014, siendo elegido también seis veces como el mejor diputado por sus pares.
En su rol de diputado, fue integrante de las comisiones permanentes de Hacienda; de Vivienda y Desarrollo Urbano, de las cuales fue su presidente y miembro de las de Gobierno Interior, Regionalización, Planificación y Desarrollo Social; de Obras Públicas, Transportes y Telecomunicaciones; de Salud y de Educación. Fue presidente de las Comisión Especial sobre Pobreza y de la Comisión de Igualdad de Cultos en Chile y miembro de la Dirección General de Deportes y Recreación (DIGEDER) (1990-1994). Fue miembro de la Comisión Investigadora de la Entrega de Recursos Públicos para Organizaciones Deportivas (1994-1998). Además de la Comisión Especial de la Pequeña y Mediana Empresa (2002-2006). Junto con las comisiones investigadoras sobre el Accionar de la Dirección del Trabajo, que presidió; y del Plan Transantiago (2006-2010). En el periodo 2010-2014, Integró las comisiones permanentes de Seguridad Ciudadana y Drogas; Hacienda; y Economía.
Entre el 11 de marzo de 1999 y el 23 de marzo de 2000 presidió la Cámara de Diputados.
En las elecciones parlamentarias de 2013 decidió no ir a la reelección y postular a un cupo cargo en el Senado. Siendo sucedido en su distrito por Camila Vallejo Dowling.

#### Principales leyes de su autoría como diputado
Dado su interés en las materias de vivienda y urbanismo, fue autor de varias leyes en relación con la materia. Algunas leyes ejemplares que fueron promulgadas son la ley que regula el cierre de calles y pasajes por motivos de seguridad ciudadana. También fue autor de una ley que facilita la administración de copropiedades y la presentación de proyectos de mejoramiento o ampliación de condominios de viviendas sociales. En la misma línea, también fue autor de una ley que regula la la división de condominios de viviendas sociales.
También fueron de su autoría algunas leyes relativas al funcionamiento de la Cámara de Diputados, tal como la ley que crea la Comisión Permanente de Seguridad Ciudadana y de Drogas y la ley que regula la cámara baja en relación con los diputados independientes y que no formen parte de ningún Comité Parlamentario.
En su periodo como diputado también fue autor de una ley de inclusión que establece normas para el acceso de la población con discapacidad auditiva a la información proporcionada por la ONEMI.

### Senador (2014-2022)

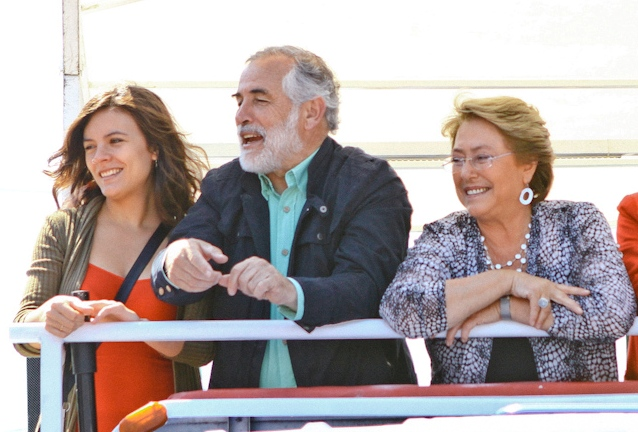
Montes (al centro), en campaña senatorial junto a Camila Vallejo y Michelle Bachelet.

En las elecciones parlamentarias de 2013 presentó su candidatura como senador por la 8.ª Circunscripción de Santiago Oriente, por el periodo legislativo 2014-2022. Recibió el apoyo de grupos externos a los partidos de la Nueva Mayoría como el movimiento Revolución Democrática, liderado por el exdirigente estudiantil Giorgio Jackson. Logró un estrecho triunfo ante su compañera de lista, la demócratacristiana Soledad Alvear, transformándose en el primer senador socialista electo por Santiago desde 1973.

#### Comisiones parlamentarias
En 2014 integró las comisiones permanentes de Hacienda; de Vivienda y Urbanismo, la que también presidió en dicho año. En dicha calidad, articuló un encuentro con la entonces ministra de Vivienda y Urbanismo Paulina Saball, y trescientos dirigentes de comités de allegados de la zona sur oriente de la Región Metropolitana, abogando por un rol más activo en programas de vivienda y suelo.
En 2015 integró la Comisión Permanente de Hacienda; Revisora de Cuentas; Especial Mixta de Presupuestos; y de Ética y Transparencia en el Senado. En el año 2016 integró además la Comisión de Educación y Cultura.
Desde el 20 de marzo de 2018 y hasta el 11 de marzo de 2019, integró y presidió la Comisión Permanente de Régimen Interior; y a contar del 21 del mismo mes de marzo, integra las comisiones permanentes de Vivienda y Urbanismo, la que integró hasta el 23 de marzo de 2020; y de Revisora de Cuentas, la que integró hasta el 8 de noviembre de 2018. Asimismo, a partir del 11 de abril del mismo año, integra la Comisión Permanente Especial Mixta de Presupuestos. Desde el 29 de mayo de 2018, forma parte de la Cuarta Subcomisión Especial Mixta de Presupuestos, la que preside desde el 21 de agosto de 2020.
El 8 de abril de 2019, pasó a formar parte de la Comisión Especial encargada de tramitar proyectos de ley relacionados con los niños, niñas y adolescentes (NNA). A contar del 18 de marzo de 2020, integra la Comisión Permanente de Educación y Cultura. El 31 de mayo de 2021, se incorpora a la Comisión Permanente de Vivienda y Urbanismo, asumiendo su presidencia el 1 de junio del mismo año.

#### Postura política sobre educación superior
Considerando su trayectoria en comisiones de educación, participó del debate en educación superior, señalando en dicha ocasión su postura respecto de la estructura de la educación superior, el acceso a la educación, regulación del sector privado y el financiamiento: 
"¿Qué cambio de fondo queremos hacer? Eso es bien importante. Al respecto, en mi opinión hay tres cuestiones fundamentales.
La primera es que en la estructura de la educación superior tenemos que contar con un sistema de universidades estatales que sea la columna vertebral del modelo, que permita a estas universidades investigar sobre los grandes temas nacionales y formar profesionales. Otros también lo harán, pero Chile tiene que volver a contar con un sistema de universidades públicas que cumplan ese rol y entreguen ese aporte. (...) Sin embargo, debemos tener un impulso con una visión de país, una visión de desarrollo y no de negocios parciales.
El segundo cambio fundamental (...) dice relación con el acceso. La gratuidad es relevante valóricamente, no es solo un problema instrumental. Se trata de que los talentosos de este país tengan la posibilidad de acceder a la universidad, de formarse, de aspirar a ser parte de la clase dirigente y de los constructores de este país con un rol mayor. La educación superior debe transformarse en un derecho social y no en un factor de diversificación y de exclusión. Esta demanda, que se instaló a partir del movimiento estudiantil, es fundamental: que la educación superior sea un derecho.(...) No puede ser que en Chile los que no tienen plata estén liquidados. Debemos tener ciertos derechos universales, ciertos pisos, ciertas bases.
Por otro lado, el tercer cambio, que es muy importante, apunta a que necesitamos un nuevo sistema regulatorio del sector privado para que sea un colaborador, para que lo reconozcamos, para que haga su propio aporte, tenga su propia forma de actuar. ¿Y esto con qué objetivo? Para garantizar calidad, transparencia y solidez institucional. No me parece aceptable que sigan existiendo universidades de las que el Estado tenga que hacerse cargo porque no son sólidas. No puede ser oscuro lo que en ellas ocurre. (...) Pero, sobre todo lo anterior, calidad. Para eso hagamos los ajustes necesarios en la Subsecretaría, la Superintendencia.Yo no estoy por sobrerregular, pero tampoco por subregular. Tenemos que disponer de un sistema que asegure tres elementos: calidad, transparencia y solidez.
En cuanto el tema del financiamiento (...) el Estado tiene que hacerse cargo de las universidades estatales -el modelo para asignar es otra cosa- y asegurar una columna vertebral.(...) El Estado tiene que financiar a las universidades estatales y también contar con un sistema de financiamiento estudiantil (...)"

#### Principales leyes de su autoría como senador
En materia de probidad, en noviembre de 2015 se promulgó una ley de su autoría, consistente en establecer la cesación en el cargo parlamentario para quien sea condenado por haber financiado su campaña electoral con aportaciones obtenidas de manera ilegal o fraudulenta.
El año 2008, el entonces diputado Montes fue uno de los autores de la ley que crea el derecho real de conservación, el cual es un derecho que consiste en la facultad de conservar el patrimonio ambiental de un predio o de ciertos atributos o funciones de éste. Ocho años más tarde, cuando el proyecto de ley se aprobó dicha ley en el senado, intervino en el debate, señalando la importancia de conservar el ecosistema mediterráneo chileno, presente en la zona central del país y el cual se da en muy pocos lugares del mundo (en California, en la costa oriental del Mediterráneo y en España), señalando a modo ejemplar el bosque Panul, presente en parte de su circunscripción electoral, en La Florida, y que presenta una de las últimas reservas de bosque esclerófilo. Sugirió además complementar el derecho real de conservación con algún incentivo tributario para la conservación.

#### Otras causas políticas que ha respaldado
Durante el segundo gobierno de Bachelet, lideró una propuesta en materia de crecimiento económico, que apuntaba a fomentar la inversión pública y que fue presentada por la bancada de senadores socialistas.
En el mismo año también manifestó la urgencia de atender la despenalización del autocultivo de marihuana como un tema de Derechos Humanos, presentando además una moción que permitiría el autocultivo de marihuana, junto con sus pares socialistas.
En materia de ciencia y tecnología, fue uno de los impulsores de un rol articulador del futuro Ministerio de Ciencia, Tecnología e Innovación, abogando por darle mayores atribuciones y mandatos específicos al órgano estatal, además de solicitar un mecanismo más estable de ingresos como lo es una relación con el royalty minero. También pidió su integración con el sistema de educación superior. En esa misma línea, al participar de la discusión de la ley que moderniza el gobierno corporativo de Empresa Nacional del Petróleo (Enap), el senador defendió la existencia de empresas públicas, argumentando que hay ciertas actividades y creaciones que requieren un actor que no esté buscando rentabilidad a corto plazo, sino responder a determinadas necesidades de un país.
Otra de las causas que respaldó políticamente fue el fortalecimiento del Servicio Nacional del Consumidor (Sernac), ante la impugnación que realizó el Tribunal Constitucional de ciertos aspectos de una modificación a la ley 19.496, sobre protección de derechos de los consumidores. Durante el debate en la sala de sesiones del Senado, incluso defendió el daño moral en esa legislación.

### Presidente del Senado (2018-2019)
El 11 de marzo de 2018 fue elegido presidente del Senado y en aquel cargo le tocó traspasar la banda presidencial a Sebastián Piñera. En su calidad de tal, avizoró que el Senado, con mayoría opositora,  podría ser un espacio rearticulación de la izquierda. Su mesa directiva la integró el senador independiente Carlos Bianchi como vicepresidente de la Corporación.
Una de las medidas que ha tomado en su presidencia fue solicitarle a la Comisión de Ética y Transparencia evaluar las normas de medidas a adoptar en caso de acoso sexual, como parte de uno de los reglamentos internos del Senado, insistiendo en que dicha revisión considere la especial participación de las funcionarias, con el objeto de recoger todas las observaciones existentes, de manera que se asegure la confidencialidad, la protección de la denunciante y una indagación objetiva y acuciosa.
También ha propuesto una serie de modificaciones a la tramitación de las leyes para elevar el estándar técnico de las leyes manifestando:

"Terminado el debate en particular en las comisiones, la idea es que el proyecto lo tomen tres secretarios y lo revisen para ver su consistencia técnica y ver cómo se pueden ir perfeccionando ciertas normas, cierta redacción, lo que hoy día no ocurre. Con esto aseguramos elevar el estándar técnico de nuestros productos, pero también aseguramos que haya una mayor proyección pública del debate”.

Se coordinó con la presidenta de la Cámara de Diputados en el 2018, Maya Fernández, para efectuar iniciativas de coordinación políticas y ciudadanas al respecto. A saber, ambos se reunieron con abogados constitucionalistas para construir una propuesta alternativa en materia del debate constitucional, materia que quedó pendiente en el segundo gobierno de Bachelet, pero de la cual Montes aboga desde al menos el año 2013, cuando era diputado. En materia de ciudadanía, en coordinación con la presidenta de la Cámara, implementó un programa cultural ciudadano con representantes de los tres poderes del estado que busca acoger las inquietudes de los jóvenes y contribuir a la formación cívica.
Ejerció la responsabilidad de presidente del Senado hasta el 12 de marzo de 2019, cuando fue reemplazado por Jaime Quintana Leal.

### Ministro de Vivienda y Urbanismo (2022)
El 21 de enero de 2022 fue nombrado como ministro de Vivienda y Urbanismo por el entonces presidente electo Gabriel Boric, cargo que asumió el 11 de marzo de 2022, con el inicio del gobierno de Boric, siendo —con 75 años— el ministro más longevo del gabinete, así como también uno de los más longevos en la historia de Chile.

## Historial electoral

### Elecciones parlamentarias de 1989
- Elecciones parlamentarias de 1989, candidato a diputado por el distrito 26 (La Florida)[49]

### Elecciones parlamentarias de 1993
- Elecciones parlamentarias de 1993, candidato a diputado por el distrito 26 (La Florida)[50]

### Elecciones parlamentarias de 1997
- Elecciones parlamentarias de 1997, candidato a diputado por el distrito 26 (La Florida)[51]

### Elecciones parlamentarias de 2001
- Elecciones parlamentarias de 2001, candidato a diputado por el distrito 26 (La Florida)[52]

### Elecciones parlamentarias de 2005
- Elecciones parlamentarias de 2005, candidato a diputado por el distrito 26 (La Florida)[53]

### Elecciones parlamentarias de 2009
- Elecciones parlamentarias de 2009, candidato a diputado por el distrito 26 (La Florida)[54]

### Elecciones parlamentarias de 2013
- Elecciones parlamentarias de 2013, candidato a senador por la Circunscripción Senatorial 8 (Santiago Oriente)[55]